# 半高村
半高村（はんたかむら）は、かつて愛知県碧海郡にあった村である。現在の刈谷市の一部（半城土町・半城土中町・高須町など）に該当する。

## 地理
猿渡川の左岸にあった。村名は「半城土」（はじょうど）と「高須」（たかす）から一文字ずつ取った合成地名である。

## 歴史

### 高須村
猿渡川の河口部にある洲高の地を開墾したことで高洲村と称していたが、やがて高須村という表記に変わったとする説がある。美濃国石津郡高須（現在の岐阜県海津市）からやってきた加藤円悟がこの地を開拓したことから高須と呼ばれるようになったとする説もある。現在の高須周辺には加藤という姓が多い。
近世初期の高須は小垣江村の枝郷だったが、慶安4年（1651年）に15戸が移り住んで新田を開拓した。ただし『元禄郷帳』や『天保郷帳』には高須村の名は見られない。近世初期の高須村は刈谷藩領だったが、寛政4年（1792年）には陸奥福島藩領となり、1869年（明治2年）には重原藩領となった。1889年（明治22年）には下重原村の大字高須となったが、1891年（明治24年）には半高村の大字高須となった。

### 半城土村
字西裏には弥生時代後期の半城土貝塚がある。中世には稲垣雅楽守の屋敷跡があった。近世には半昌土や繁昌土という表記もみられる。
慶長年間（1596年-1615年）に野田村から分村して半城土村が成立した。近世初期の半城土村は刈谷藩領だったが、寛政4年（1792年）には陸奥福島藩領となり、1869年（明治2年）には重原藩領となった。近世には池鯉鮒宿の助郷村だった。
1876年（明治9年）の戸数は165、人口は623。1880年（明治13年）には明治用水西井筋が半城土村を通ったため、水田の開発が進展した。1889年（明治22年）には下重原村の大字半城土となったが、1891年（明治24年）には半高村の大字半城土となった。

### 年表
- 1891年（明治24年）8月14日 - 碧海郡下重原村が分立して重原村（下重原）と半高村（半城土・高須）が発足。大字半城土と大字高須の2大字を編成[1]。
- 1906年（明治39年）5月1日 - 小垣江村、野田村、高棚村、榎前村の一部[2]と合併し、依佐美村が発足。同日半高村は廃止。
- 1955年（昭和30年）4月1日 - 依佐美村が分割され、安城市と刈谷市に編入される。旧・半高村の地域は刈谷市に編入される。

## 名所・旧跡
- 勝宝寺 - 半城土。
- 願行寺 - 半城土。浄土宗の寺院。慶長年間（1596年-1615年）以前の建立とされる[1]。1875年（明治8年）には重原陣屋の門を移築して山門とした[1]。
- 十応寺 - 半城土。奈良時代に現在のブラザー工業刈谷工場付近に建立された[3]。重原神社の玄関が移築されたとされる。時期は不明だが半城土村の請願で半城土村の鬼門の方角（北東）に移転した[3]。
- 法寿寺 - 高須。享保年間（1716年-1736年）に重原村の廃寺を移築したため、重原山の山号を持つ[1]。境内には力石がある[1]。
- 天満神社 - 半城土。村社。平安時代中期の寛徳元年（1044年）に三右衛門が創立したとする棟札を有する[1]。祭神は菅原道真。
- 秋葉神社 - 半城土。
- 高須天神社 - 高須。村社。宝永元年（1704年）に創始[1]。
- 秋葉神社 - 高須。